# Amblygobius phalaena
Amblygobius phalaena – gatunek ryby z rodziny  babkowatych (Gobiidae).

## Występowanie
Pacyfik od Filipin na zach. po Wyspy Towarzystwa na wsch. oraz od Wysp Riukiu na płn. po płd Australię i wyspę Lord Howe na płd.
Występuje na przybrzeżnych rafach i lagunach, na głębokości 2–20 m i temp. 22–30 °C, na piasku i obrzeżach raf często w pobliżu wodorostów. 

## Cechy morfologiczne
Osiąga 15 cm długości. W płetwie grzbietowej 7 twardych i 14 miękkich promieni, w płetwie odbytowej 1 twardy i 14 miękkich promieni. W płetwach piersiowych 19 promieni.

## Odżywianie
Żywi się drobnymi bezkręgowcami, częściami wodorostów oraz inną materią organiczną, które odfiltrowuje z  piasku.

## Rozród
Poszczególne osobniki dobierają się w pary, gatunek monogamiczny.

## Znaczenie
Hodowana w akwariach.